# Prosperit
Prosperit ist ein sehr selten vorkommendes Mineral aus der Mineralklasse der „Phosphate, Arsenate und Vanadate“. Es kristallisiert im monoklinen Kristallsystem mit der chemischen Formel Ca2Zn4[H2O|(AsO4)4] ist also chemisch gesehen ein wasserhaltiges Calcium-Zink-Arsenat.
Prosperit bildet in Richtung der c-Achse gestreckte, prismatische Kristalle von bis zu einem Zentimeter Länge und einem Millimeter Durchmesser, die zu radialstrahligen Aggregaten sowie subparallelen bis garbenförmigen Bildungen zusammentreten. Das Mineral wurde zusammen mit Konichalcit, Adamin und kupferhaltigem Austinit in Hohlräumen in massivem Chalkosin in der Tsumeb Mine, Namibia, gefunden.

## Etymologie und Geschichte
Als Entdecker des Prosperits gilt Prosper John Williams, der das ihm unbekannte Mineral im Jahre 1976 an das Royal Ontario Museum in Toronto zur Identifizierung gab. Entsprechende Untersuchungen führten zur Feststellung des Vorliegens eines neuen Minerals, welches 1978 von der International Mineralogical Association (IMA) unter der Nummer „IMA 1978-028“ anerkannt und 2001 von Robert Irwin Gait und Bozidar Darko Sturman vom Royal Ontario Museum in Toronto, Kanada sowie Pete J. Dunn vom National Museum of Natural History, Washington, D.C., im Wissenschaftsmagazin „The Canadian Mineralogist“ als Prosperit beschrieben wurde. Benannt wurde das Mineral nach dem kanadischen Mineralienhändler Prosper John Williams (1910–?) aus Toronto, dessen Aktivitäten zur Bereicherung der Tsumeb-Sammlungen vieler Museen, Universitäten und Privatsammler auf der ganzen Welt führte. Die 1982 an der Universität Stuttgart durchgeführte Kristallstrukturbestimmung führte zu einer Revision der chemischen Formel.
Typmaterial des Minerals befindet sich in der Sammlung des zur Smithsonian Institution gehörenden National Museum of Natural History, Washington, D.C. (Sammlungs-Nr. 143732 (Holotyp), 143733), am Natural History Museum, London (Sammlungs-Nr. BM 1982,72 (Cotyp) und BM 1978,19), am Royal Ontario Museum, Toronto, (Sammlungs-Nr. M35388 (Cotyp), M35389, M35391) sowie im Archiv der Universität Stuttgart in der „Mineralogischen Sammlung von Professor Keller“ (Register-Nr. ST-78.28 am Standort 0/824-s27/2, Teil des Cotyps, zur Kristallstrukturbestimmung verwendeter Kristall).

## Klassifikation
Bereits in der mittlerweile veralteten, aber noch gebräuchlichen 8. Auflage der Mineralsystematik nach Strunz gehörte der Prosperit zur Mineralklasse der „Phosphate, Arsenate und Vanadate“ und dort zur Abteilung der „Wasserfreien Phosphate mit fremden Anionen“, wo er zusammen mit Mélonjosephit die eigenständige Gruppe VII/B.23 bildete.
Die seit 2001 gültige und von der International Mineralogical Association (IMA) verwendete 9. Auflage der Strunz’schen Mineralsystematik ordnet den Prosperit ebenfalls in die Abteilung der „Phosphate usw. ohne zusätzliche Anionen; mit H2O“ ein. Diese ist allerdings weiter unterteilt nach der relativen Größe der beteiligten Kationen, so dass das Mineral entsprechend seiner Zusammensetzung in der Unterabteilung „Mit kleinen und großen/mittelgroßen Kationen“ zu finden ist, wo es als einziges Mitglied die unbenannte Gruppe 8.CA.60 bildet.
Auch die vorwiegend im englischen Sprachraum gebräuchliche Systematik der Minerale nach Dana ordnet den Prosperit in die Klasse der „Phosphate, Arsenate und Vanadate“ und dort in die Abteilung der „Wasserhaltigen Phosphate etc.“ ein. Hier ist er als einziges Mitglied in der unbenannten Gruppe 40.02.04 innerhalb der Unterabteilung „Wasserhaltigen Phosphate etc., mit A2+(B2+)2(XO4) × x(H2O)“ zu finden.

## Chemismus
Mikrosondenanalysen an Prosperit ergaben Mittelwerte von 13,02 % CaO; 33,22 % ZnO; 1,35 % CuO; 47,92 % As2O5 und 4,0 % H2O. Auf der Basis von 9 Sauerstoffatomen errechnete sich daraus die empirische Formel Ca1,09(Zn1,91Cu0,08)Σ=1,99(As0,98O3,98)2·1,04H2O, die zu HCaZn2(AsO4)2(OH) und später zu Ca2Zn4(AsO4)4·H2O idealisiert wurde. Letztere Formel verlangt Gehalte von 12,01 % CaO; 34,88 % ZnO; 49,25 % As2O5 und 3,86 % H2O.

## Kristallstruktur
Prosperit kristallisiert monoklin in der Raumgruppe C2/c (Raumgruppen-Nr. 15) mit den Gitterparametern a = 19,238 Å; b = 7,731 Å; c = 9,765 Å und β = 104,47 Å sowie vier Formeleinheiten pro Elementarzelle.
In der Kristallstruktur des Prosperits weist Zink die Koordinationszahl 5 in zwei verschiedenen Ausbildungsformen auf, die beide als trigonale Dipyramiden beschrieben werden können. Das Zn(1)-Polyeder ist entsprechend der Bindungswinkel außergewöhnlich stark deformiert. Die Deformation des Zn(2)-Polyeders ist vergleichsweise gering. Zwei Zn(2)O5-Polyeder bilden über eine Kante Doppelgruppen. Solche Doppelgruppen aus kantenverknüpften, trigonalen Dipyramiden kommen auch in den Kristallstrukturen von Adamin und den beiden isotypen Mineralen Paradamin und Tarbuttit vor. An die Doppelgruppen aus Zn(2)O5-Polyedern ist über eine Ecke jeweils ein Zn(l)O5-Polyeder angeknüpft. Auf diese Weise entstehen zickzackförmige Vierfachinseln aus den Koordinationspolyedern des Zinks.
Die Koordination des Calciums ist wesentlich komplizierter. Die beste Ladungsbilanz erhält man für die Koordinationszahl 9. Das Koordinationspolyeder lässt sich am
ehesten als ein stark verzerrtes archimedisches Antiprisma beschreiben, bei dem auf einer der quadratischen Flächen eine flache Pyramide aufgesetzt ist. Die Atome der Basisfläche liegen innerhalb der Fehlergrenzen in einer Ebene, weichen aber von der idealen quadratischen Anordnung sehr stark ab und bilden ein ziemlich unregelmäßiges Rhomboid mit einer sehr kurzen Diagonale. Zwei Ca(H2O)O8-Polyeder sind über eine Fläche zu einer Doppelgruppe verknüpft. Die beiden kristallographisch verschiedenen AsO4-Tetraeder sind nur in geringem Maße deformiert. Die beschriebenen Bauelemente sind in vielfältiger Weise über Flächen, Kanten und Ecken zu einem Gerüst verknüpft. Bestimmte Vorzugsrichtungen lassen sich nicht erkennen, was in Übereinstimmung mit der fehlenden Spaltbarkeit des Prosperits steht.

## Eigenschaften

### Morphologie
Prosperit bildet schlanke, nach [001] gestreckte und nach {100} prismatische Kristalle bis zu 1 cm Länge und 1 mm Durchmesser, die häufig verbogen und verdreht sind. Sie treten zu radialstrahligen Aggregaten sowie subparallelen bis garbenförmigen Bildungen zusammen; häufig sind einige der größeren nadeligen Prismen aus einer Reihe kleinerer Kristalle in paralleler Verwachsung zusammengesetzt. Trachtbestimmende Form ist das Pinakoid {100}. Ferner wurden (in Reihenfolge abnehmender Wichtigkeit) {101}, {110}, {111}, {421}, {540}, {210}, {310}, {301} und {112} beobachtet.

### Physikalische und chemische Eigenschaften
Prosperit-Kristalle sind farblos oder weiß, Aggregate zeigen darüber hinaus einen schwachen bläulichen Stich. Die Strichfarbe der Prosperits ist dagegen immer weiß. Die Oberflächen der durchscheinenden Kristalle zeigen einen starken glas- bis seidenartigen Glanz. Prosperit besitzt eine hohe Licht- und eine mittelhohe Doppelbrechung (δ = 0,022).
An den Kristallen des Prosperits wurde keine Spaltbarkeit festgestellt, Angaben zum Bruch und zur Tenazität fehlen. Das Mineral weist eine Mohshärte von 4,5 auf und gehört damit zu den mittelharten Mineralen, die sich etwas leichter als das Referenzmineral Apatit (Härte 5) mit dem Taschenmesser noch ritzen lassen. Die gemessene Dichte für Prosperit beträgt 4,31 g/cm³, die berechnete Dichte 4,40 g/cm³.

## Bildung und Fundorte
Als sehr seltene Mineralbildung konnte Prosperit bisher (Stand 2016) nur von einem Fundpunkt beschrieben werden. Seine Typlokalität ist die weltberühmte Cu-Pb-Zn-Ag-Ge-Cd-Lagerstätte der „Tsumeb Mine“ (Tsumcorp Mine) in Tsumeb, Region Oshikoto, Namibia. Der genaue Fundpunkt der Typstufe innerhalb der „Tsumeb Mine“ ist zwar nicht bekannt, jedoch stammen weitere Stufen mit Prosperit von der 31. Sohle.
Prosperit entsteht als typische Sekundärbildung in korrodierten Erzen in der Oxidationszone einer in Carbonatgesteinen sitzenden komplexen Cu-Pb-Zn-Lagerstätte. Zink und Arsen stammen dabei aus der Zersetzung primärer sulfidischer Erzminerale wie Sphalerit und Tennantit, Calcium aus dem carbonatischen Nebengestein. Die Prosperit-Kristalle sitzen in Hohlräumen von alteriertem Chalkosin, der winzige Tropfen von gediegen Silber führt, welches ca. 20–25 Gew.-% Quecksilber enthält. Auf der Typstufe lassen sich zwei Arten von Hohlräumen unterscheiden: ein Typ ist ausgekleidet mit winzigen gras- bis olivengrünen Konichalcit-Kristallen und enthält neben dem Prosperit rosettenförmige Aggregate aus blass blaugrünen Adamin-Kristallen, während der andere Typ blassgrünen kupferhaltigen Austinit (40 Mol-% Konichalcit), Prosperit und Adamin enthält. Die Altersfolge der Minerale auf der Typstufe kann mit Primärsulfide → Konichalcit und Austinit → Adamin → Prosperit angegeben werden. Erst später wurden polykristalline Überzüge und maximal 1 mm große Kristalle auf Prosperit, Adamin und Austinit als weiteres neues Mineral Gaitit identifiziert.
Ein zweiter, späterer Fund auf der 31. Sohle der „Tsumeb Mine“ lieferte bis 1 mm große, farblose bis weiße, einzeln aufgewachsene Prosperit-Kristalle in Begleitung von Konichalcit, Austinit, Baryt und Quarz. Darüber hinaus wurde im Jahre 1981 bei der Erstbeschreibung des in korrodierten Erzen mit Chalkosin und Tennantit aus der „Tsumeb Mine“ sitzenden O’Danielits in dessen Paragenese auch farbloser Prosperit gefunden, der von blassrosa gefärbtem Koritnigit begleitet wird. Weitere in der Literatur genannte Begleitminerale des Prosperits sind Stranskiit, Lavendulan, Köttigit und Tsumcorit.

## Verwendung
Prosperit ist aufgrund seiner Seltenheit lediglich für Mineralsammler interessant.